# Hochstift Naumburg
Das Hochstift Naumburg war ein Reichsfürstentum, dessen Landesherr der Bischof von Naumburg war. Es umfasste kleinere Gebiete um die Städte Naumburg und Zeitz. Nach dem Tod des letzten katholischen Fürstbischofs Julius von Pflug 1564 bestand es als lutherisches Hochstift fort, das von lutherischen Administratoren aus der albertinischen Linie der Wettiner verwaltet wurde. 1656 wurde es Teil von Sachsen-Zeitz, dessen Herzöge den Titel postulierter Administrator des Bistums Nauenburg weiterführten. Als Moritz Wilhelm zum katholischen Glauben konvertierte, musste er als Administrator zurücktreten, bis zu seiner Rekonversion kurz vor seinem Tod 1718 wurde das Hochstift von einer Interimsadministration verwaltet. Nach seinem Tod fiel das Hochstift an die (nun katholische) Kurlinie zurück, was in der Kapitulation von 1726 bestätigt wurde. Die geistliche Verwaltung blieb einem evangelischen Konsistorium vorbehalten. Faktisch wurde das Hochstift ein Teil Kursachsens, 1815 wurde es aufgelöst und dem preußischen Regierungsbezirk Merseburg eingegliedert.

## Verwaltung
Bereits im Mittelalter hatte das Hochstift Naumburg unter der Schutzherrschaft der Wettiner seine Unabhängigkeit weitgehend eingebüßt. Die Reformation hatte zur Folge, dass dieses Stift bald völlig in Abhängigkeit von Kursachsen geriet. Hatten schon vor dem Schmalkaldischen Krieg die Ernestiner von sich aus einen Bischof eingesetzt, so bewirkten die Albertiner, die nach dem Krieg die Schutzherrschaft erhalten hatten, dass seit 1564 nur noch Angehörige ihres Hauses den Bischofssitz als Administratoren einnahmen. Nach dem perpetuierlichen Postulationsvertrag von 1658 folgten die erbberechtigten Mitglieder der neu errichteten Sekundogenitur und seit 1718 des Kurhauses ohne Wahl automatisch im Besitz des Stiftes. Die Verwaltungsorganisation des Stifts Naumburg ist wenig erforscht. Ein Notar, der später den Titel eines Kanzlers führte, stand schon im 12. und 13. Jh. an der Spitze der sich bildenden Kanzlei. Im 15. Jh. begann sich ein Rat des Bischofs herauszubilden, dem Vertreter des Domkapitels, des Adels und juristisch gebildete Bürgerliche angehörten. Die Kanzlei trat bald in enge Verbindung mit diesem Gremium, dem der Kanzler meist als Mitglied angehörte. Rat und Kanzlei übten in der üblichen Weise die höhere Gerichtsbarkeit aus, versahen die Landesverwaltung, bearbeiteten das Lehnswesen und die Landesfinanzen. Festere Formen der Organisation dieses an sich noch lockeren Rates wurden besonders bei Abwesenheit des Landesherrn nötig. So kam es unter den häufig in seinem zweiten Bistum Freising weilenden Bischof Philipp von Bayern (1517–1541) zur Bestellung von Statthaltern, Kanzler und drei Räten.
Als 1542 Nikolaus von Amsdorf durch den Kurfürsten von Sachsen zum ersten evangelischen Bischof eingesetzt wurde, gab man ihm drei Räte, einen Kammermeister, einen Sekretär und zwei Konsistorialräte bei. Sitz dieser Regierung war das Zeitzer Schloss, das bereits im Mittelalter bevorzugte Residenz der Naumburger Bischöfe war. Größeren Einfluss nahm das Domkapitel auf die Regierung. Meist gehörten zwei seiner Mitglieder, darunter gewöhnlich ein Dignitar, der Regierung an. Eine entscheidende Änderung der bisherigen Verhältnisse trat ein, als Herzog Moritz, der jüngste Sohn Kurfürst Johann Georgs I. von Sachsen, 1658 die Stiftsregierung übernahm, nachdem er bereits 1622 im Alter von drei Jahren zum Administrator gewählt worden war. Auf Grund des Testaments des Kurfürsten Johann Georg I. von 1652 und des Freundbrüderlichen Hauptvergleichs von 1657 wurde Naumburg-Zeitz zum Sitz einer Sekundogenitur des Kurhauses mit relativer Selbstständigkeit gegenüber den kursächsischen Zentralbehörden erhoben. Das eigentliche Stiftsgebiet wurde durch die erbländischen Gebiete erweitert (siehe oben).
Entsprechend dieser territorialen Zusammensetzung waren auch die Behörden der Sekundogenitur aufgebaut. An der Spitze der Verwaltung aller Landesteile stand ein Geheimes Ratskollegium mit einer Geheimen Kanzlei, das dem Herzog als Instrument der Koordination der verschiedenen Gebiete diente. Es setzte sich aus drei Geheimen Räten, die zum Teil auch noch andere Ämter, wie das des Kanzlers, Vizekanzlers und des Konsistorialpräsidenten innehatten, einem Assistenzrat und mehreren Unterbeamten zusammen. Außerdem gab es einen Geheimen Kammerschreiber und einen Kammerdiener, der wohl eine Art von Kabinettssekretär darstellte. Für das eigentliche Stift Naumburg bestand die Stiftsregierung in Zeitz, die nach der üblichen Weise die höhere Gerichtsbarkeit, das Lehnswesen, die Landesverwaltung und Polizei versah. Nach Erweiterung durch geistliche Beisitzer fungierte sie auch als Konsistorium. Die Leitung der Regierung hatte der Kanzler inne, der zugleich Geheimer Rat und Konsistorialpräsident war. Zu den vier Hofräten gehörte der Domdechant, ein weiterer Naumburger Domherr und der Direktor der Stiftsstände. Außerdem waren mehrere bürgerliche Hof- und Justizräte Mitglieder der Behörden. Die stiftische Finanzverwaltung, die zu Beginn des 16. Jh. der Kammermeister im Rahmen der Regierung ausgeübt hatte, war im 17. Jh. zu einer kleinen Rentkammer ausgebaut worden, deren Mitglieder freilich meist mehrere Funktionen versahen. So war der Leiter des Kollegiums gleichzeitig Geheimer Rat. Andere der Hof- und Kammerräte versahen die Ämter des Landrentmeisters, des Obersten Einnehmers und des Kammermeisters. An Unterbeamten gab es beispielsweise einen Rentverwalter, Rentmeister, Rentsekretarius, Kammerprokurator, Kammerkommissar und Registrator. Für die erbländische Verwaltung bestand eine Erblandsregierung, die sich aber personell wohl weitgehend mit der Stiftsregierung deckte. Nur die Registratur war, wie in Merseburg, von der der Stiftsregierung gesondert. Zu einer kurzen Trennung der Behörden kam es von 1717 bis 1718, als Herzog Moritz Wilhelm wegen seines Übertritts zum Katholizismus die Stiftsadministration niederlegen musste. Die Erblandesregierung wurde nach Weida verlegt, ging aber infolge des Todes des Herzogs, dessen Erben für die Regierung nicht in Frage kamen, wieder ein. Das erbländische Gebiet fiel damals an Kursachsen zurück und wurde erneut den Dresdener Zentralbehörden unterstellt.
Die Stifts-Rentkammer zu Zeitz war für die Erblandesgebiete ebenfalls mit zuständig. Allerdings waren auch die erbländischen Angelegenheiten in der besonderen Registratur zusammengefasst. Sie wanderten mit der verselbständigten Erbländischen Kammer 1717 nach Weida, wo diese bereits kurz darauf wieder aufgelöst wurde. Die hennebergischen Gebiete waren bis 1661 von der albertinischen und ernestinischen Linie gemeinsam von Meiningen aus verwaltet worden. Erst 1661 kam es zur endgültigen Aufteilung, bei der die Albertiner die oben genannten Ämter erhielten. Die Vertretung der Landeshoheitsrechte blieb noch bis 1700 beim Kurfürsten. Erst in diesem Jahre verkaufte Kursachsen seine Rechte an die Sekundogenitur Sachsen-Zeitz, die jetzt gemeinsam mit den Ernestinern die Reichsstandschaft der Grafschaft wahrnahm. Die den Herzögen von Sachsen-Zeitz zustehende Verwaltung des Landes war 1661 zunächst den Erblandesbehörden zugewiesen worden. Doch machte die weite Entfernung sofort die Einsetzung eines Oberamtmanns in Schleusingen als Aufsichtsinstanz nötig. Und nach 1700 kam es unter einem Oberaufseher zur Einrichtung einer eigenen Henneberger Behörde in Schleusingen. Nach 1718 wurden die erbländischen Behörden aufgelöst, auch der Geheime Rat verschwand wieder. Nur die eigentlichen Stiftsbehörden wie Regierung, Rentkammer und Konsistorium blieben in Zeitz weiter bestehen. Die Rentkammer wurde am 1. Juli 1814 aufgehoben und ihre Aufgaben übernahm noch für kurze Zeit das Geheime Finanzkollegium in Dresden. Die Stiftsregierung und das Konsistorium wurden 1816 durch die neue preußische Behördenorganisation abgelöst.

## Gliederung
Das Hochstift Naumburg war untergliedert in:
- Amt Breitingen
- Amt Crossen
- Amt Haynsburg
- Amt Saaleck
- Amt Schönburg
- Amt Zeitz

Die Bischöfe von Naumburg hatten ein Münzrecht in Strehla an der Elbe in Gemeinschaft mit dem Markgrafen von Meißen.